# Mühlenberg (Hennef)
Der Mühlenberg mit einer Höhe von 175 m ü. NHN liegt nördlich der Ortschaft Allner und unterhalb des Ortes Happerschoß, die beide zur Stadt Hennef und damit zum Rhein-Sieg-Kreis in Nordrhein-Westfalen gehören. Sein Gipfel stellt den höchsten Punkt des Kulturlandweges dar, eines schönen Rundwanderweges, der am Bahnhof in Hennef beginnt und endet.

## Kuriosum
Am höchsten Punkt des Kulturlandweges weist ein Hinweisschild die Höhe von 192 m aus.